# Feliniopsis medleri
Feliniopsis medleri là một loài bướm đêm trong họ Noctuidae.